# Зуево (Липовское сельское поселение)
Зуево — деревня в Кирилловском районе Вологодской области.
Входит в состав Липовского сельского поселения, с точки зрения административно-территориального деления — в Липовский сельсовет.
Расстояние до районного центра Кириллова по автодороге — 5 км, до центра муниципального образования Вогнемы по прямой — 15 км. Ближайшие населённые пункты — Добрилово, Кулига, Шумилово, Миняево.
По данным переписи в 2002 году постоянного населения не было.